# Alamo (Novo México)
Alamo é uma Região censo-designada localizada no estado americano de Novo México, no Condado de Socorro.

## Demografia
Segundo o censo americano de 2000, a sua população era de 1183 habitantes. A densidade populacional foi de 29.8 por quilômetro quadrado (11.5/km²). Foram 272 unidades habitacionais em uma densidade média de 6.9/sq mi (2.6/km²). A composição racial do CDP foi de 94.59% nativo americanos, 3.89% brancos, 0.08% americanos-africanos, 0.08% asiáticos, 0.42% de outras raças e 0.93% de duas ou mais raças. Hispânicos ou latinos de qualquer raça foram 4.06% da população.

## Geografia
De acordo com o United States Census Bureau tem uma área de
102,7 km², dos quais 102,7 km² cobertos por terra e 0,0 km² cobertos por água.

## Localidades na vizinhança
O diagrama seguinte representa as localidades num raio de 72 km ao redor de Alamo.